# Jean Alaux
Jean Alaux, född den 15 januari 1786 i Bordeaux, död den 2 mars 1864 i Paris, var en fransk historiemålare.
Alaux var elev till Lacour och Guérin, erhöll 1815 Rompriset och vistades under många år i Rom, 1846–1853 som direktör för Franska akademien. 
Alaux utförde främst mytologiska och religiösa målningar och på kung Ludvig Filips uppdrag större historiska scener i Versailles.